# Ernő János kurföldi herceg

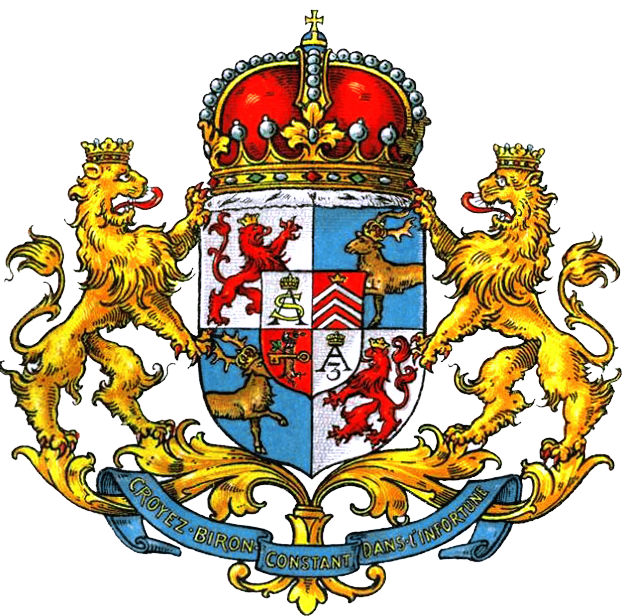
Kúrföld hercegeinek címere

Ernő János von Biron (németül: Ernst Johann von Biron; oroszul: Эрнст Иоганн Бирон; 1690. november 23. – 1772. december 29.) Kúrföld, Zemgale hercege volt (1737), valamint Orosz birodalom régense (1740).

## Korai évek
Biron, mint Johann Ernst Biren született (megjegyzés: figyeld meg a helyesírást 'Biren' és a nemességet jelző 'von' nélkül), Kalnciemben, Semigallia. Nagyapja lovászlegény volt Kettler Jakab, kúr herceg szolgálatában, és jutalomból kapott egy kis birtokot urától, amit Biron apja megörökölt, és ahol Biron is született. A Königsbergi akadémián tanult, de eltanácsolták kicsapongó magatartása miatt. 1714-ben elindult Oroszországba szerencsét próbálni, de sikertelenül kérelmezett egy irodista állást Braunschweig-Lüneburgi Sarolta hercegnőnél, aki Alekszej Petrovics cárevics felesége volt. Egy idő után visszatért Mitauba, ahol egyik nővére, aki Anna régens háztartásában szolgált, a kormányzó miniszter Besztuzev Péter kedvence lett. Nővére közbenjárására és a miniszter kegyéből, Biron szerzett egy helyet az udvarban. A későbbiek során, pártfogója távollétében, Bironnak, aki egy jóképű, megnyerő fickó volt, sikerült kiszorítania pártfogóját Anna kegyeiből, sőt azt is elérte, hogy Besztuzev családjával együtt kegyvesztett lett és száműzték őket.

## Oroszország uralkodója
Ezután Anna orosz cárnő élete végéig Biron hatása alatt volt. 1723-ban, Biron elvette Benigna Gottlieb von Trotha gt Treydent (1703-1782), aki Anna egyik udvarhölgye volt és egy balti nemes lánya. Házasságuk, amit állítólag maga Anna szervezett, hogy megkísérelje elrejteni saját kapcsolatát Bironnal, harmonikusnak és boldognak bizonyult. Felesége nem csak azokban az években maradt hű Bironhoz, mikor Anna kegyeltje és bizalmasa volt, hanem az alatt a két évtized alatt is, amit "száműzetésben" töltöttek a cárnő halála után Szibériában és ahova Benigna férjével tartott. Volt két gyerekük is, Péter fiuk és egy lányuk, Hedvig Elizabeth.
1730-ban, Annát emelték az orosz trónra. Biron feleségével Moszkvába költözött, ahol mindketten megtartották pozíciójukat, mint tanácsadó és udvarhölgy, számos kitüntetésben és jutalomban részesültek. Anna koronázási ünnepén (1730. május 19-én), Biront nevezték ki főkamarássá, a birodalom grófjává, valamint egy birtokot kapott Wendenben évi 50,000 korona jövedelemmel. Ebből az alkalomból szerepelt először a neve az udvari iratokban, mint 'Biron' ('Biren' helyett), és azt állítják, hogy a francia Biron hercegi ház címerét kezdte használni, amely házhoz valójában a legcsekélyebb köze sem volt.
A Birodalmi Tanács megpróbált Annától biztosítani egy arisztokratikus alkotmányt, de ő legyőzte az erős nemességet, különösen a Dolgoruki és a Galitsin családot, és bizalmát kizárólag Bironba vetette, aki gyakorlatilag uralkodott a birodalmon. Befolyása a cárnéra rendíthetetlen volt, és ha szükséges volt, Biron ellenlábasait, riválisait elsöpörte az útból a szó szoros értelmében; úgy tudni, hogy több mint 1000 kivégzésnek volt okozója, míg az általa Szibériába száműzött személyek számát 20.000–40.000-re becsülik. Eközben az átlagembereket magas adók sújtották. Az oroszok úgy írták le ezt az időszakot, mint Bironovscsina és a "német iga." Ennek ellenére jelentős képességekkel bíró ügyintézőnek bizonyult, aki fenn tudta tartani a rendet a Birodalomban akkor, amikor várhatók voltak a bajok, mert a Romanovok fő vérvonala kihalt, sőt még a cárné is gyermektelen volt és az öröklés sem volt egyértelmű.
Anna uralkodásának utóbbi éveiben Biron rendkívüli mértékben meggazdagodott és hatalma megnövekedett. A palotában lakosztályai szomszédosak voltak a császárné lakosztályaival, és festményei, bútorai, lakástartozékai alig voltak olcsóbbak, vagy kevésbé pompásak, mint az cárnőéi. Tányérjai nagyszerűsége a francia követet is elképesztette, hercegnőjének gyémántjai az irigység tárgyát képezték. Egy különleges állami ügyosztály foglalkozott a kancák és csődörök nemesítésével. Volt földbirtoka szerte az országban. Az orosz bíróság megvesztegetésére szánt pénz fele átfolyt kasszáján.

## Kúrföld hercege

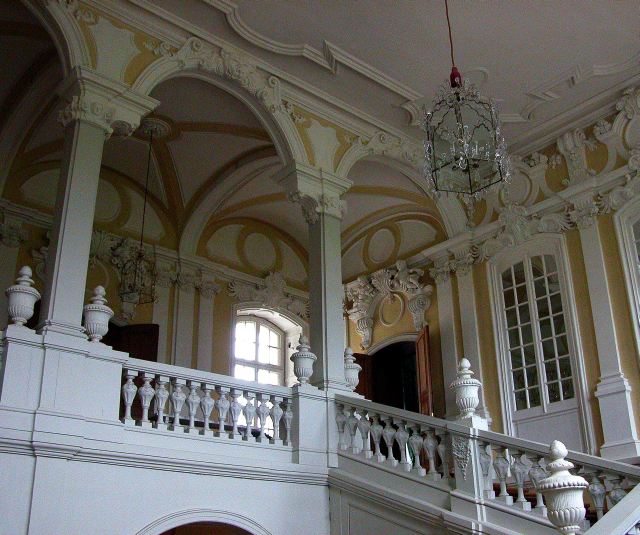
Biron rezidenciája Rundaleban, Lettország.

Felemelkedésének csúcspontja 1737 júniusában következett be, mikor a Kettler-dinasztia kihalt és Kúrföld nemessége ('rendek') arra kényszerült, hogy válassza meg Biront uralkodó hercegének. Az utolsó előtti hercegnek Anna volt a felesége, akinek utóda, Ferdinánd nagybátyja ebben az évben utód nélkül hunyt el. A Kettler-dinasztia most kihalt, és a rendeket felszólították, hogy válasszanak új herceget, és Anna Biront javasolta. Ő majdnem annyira népszerűtlen volt Kúrföldön, mint Oroszországban, és a földbirtokosok meg voltak alázva, hogy ezt a jöttmentet emeljék maguk fölé, de a cárnő akaratának nem lehetett ellentmondani. Ezért úgy találták, hogy szükséges hatalmas összegeket befektetni, becsempészni Kúrföldre számlák formájában, melyek az átvevőre voltak fizetendők Amsterdamban, annak érdekében, hogy meggyőzzék a választónemeseket, hogy sorakozzanak fel Anna választottja mögé. Egy másik bonyodalom is volt a hercegség körül, a hercegségért Lengyelország és Oroszország vetélkedett. Az orosz hadsereg azt a feladatot kapta, hogy ültesse III. Ágost, szász választófejedelmet a lengyel trónra. Cserébe, a választófejedelem megígérte, hogy Biront iktatja be a Kúr hercegség élére. VI. Károly császár, mindent pragmatikus szankciójának vetett alá, ezért könnyedén átsiklott ezen erőszakos cselekményeken, a porosz király támogatását területi engedményekkel nyerte el. A beiktatásra 1739-ben került sor Varsóban a lengyel király és a szenátus elismerésével.

## Hatalmának hanyatlása
Uralkodásának első éveiben látszólag szerény volt, de Anna uralkodásának vége felé Biron gőgös és erőszakos lett. Ez a viselkedése, valamint hajdani pártfogoltja, Artyemij Volinszkij miniszter szörnyű kivégzése a némileg kétes kiadások miatt (Biron ragaszkodott az ítélethez), Biront népszerűtlenné tette minden orosz osztályban.
Anna halálos ágyán rendkívül kelletlenül, és csak Biron sürgető esedezésére nevezte ki őt a kiskorú csecsemő cár VI. Iván mellé kormányzónak. Józan esze azt súgta neki, hogy az egyetlen mód, hogy halála után megmentse a férfit, akit szeretett, a bosszútól és ellenségeitől az, hogy sürgősen enyhít a tarthatatlan helyzeten.[forrás?] Végül, 1740. október 26-án, 194 méltóság aláírt egy úgynevezett „pozitív nyilatkozatot” az orosz nép nevében, amivel biztosította Biron kormányzását.
Biron kormányzása pontosan három hétig tartott. 1740. november 19-én, éjfélkor, elfogatta hálószobájában régi riválisa, Münnich tábornagy. Kineveztek egy bizottságot, hogy tárgyalják meg az ügyét, felnégyelésre ítélték őt (1741. április 11-én). Azonban ezt az ítéletet az új régens, Anna Leopoldovna, VI. Iván anyja, száműzetésre enyhítette amit Pelimben, Szibériában kellett eltöltenie. Biron hatalmas vagyonát elkobozták, beleértve gyémántjait is, melyek értéke elérte a 600 000 fontot. A második palota forradalom nem sokkal később történt, és az új cárnő, Jelizaveta Petrovna, száműzte Münnichet, és megengedte Bironnak, hogy Jaroszlavlban tartózkodjon.

## Később éve
Az exkormányzó 22 évre eltűnt a történelem kiemelkedő helyeiről. Egy rövid pillanatra újra megjelent 1762-ben, amikor a németbarát III. Péter bíróság elé idézte őt. 1763-ban, II. Katalin visszahelyezte őt Kúrföld hercegi székébe, amit ő Péter fiára hagyott. Uralkodásának utolsó évei jóakaratúak voltak, még ha kissé autokratikusak. A Rastrelli palotában halt meg, fővárosában, Mitavában, 1772. december 29-én. Felesége, aki hűséges társa volt minden megpróbáltatásban, tíz évvel élte őt túl. Biront a hercegi székben fia, Biron Péter követte.

## Lásd még
- Robert Nisbet Bain, A Diákok Nagy Péter (London, 1897)
- Christoph Hermann von Manstein, Emlékiratok (angol kiadás, London, 1856)
- Claudius Rondeau, Diplomáciai sürgönyök Oroszországból (Szentpétervár, 1889-1892).
- Edgardo Franzosini, Il mangiatore di carta (Milano:SugarCo) 1989
- Игорь Курукин, Бирон. Moszkva, Molodaia Gvardiia, 2006. ISBN 978-5235027404978-5235027404.

## Fordítás
Ez a szócikk részben vagy egészben  az   Ernst Johann von Biron című angol Wikipédia-szócikk ezen változatának fordításán alapul.  Az eredeti cikk szerkesztőit annak laptörténete sorolja fel. Ez a jelzés csupán a megfogalmazás eredetét és a szerzői jogokat jelzi, nem szolgál a cikkben szereplő információk forrásmegjelöléseként.